# NGC 36
NGC 36 je galaksija u zviježđu Ribe.

## Vanjske poveznice
- SEDS: NGC 0036